# Ixia paniculata
Ixia paniculata là một loài thực vật có hoa trong họ Diên vĩ. Loài này được D.Delaroche miêu tả khoa học đầu tiên năm 1766.